# Ángel Lattus
Ángel Lattus Vodanovic (Oficina Vergara, 15 de noviembre de 1939) es un actor y director de teatro chileno, discípulo de Pedro de la Barra. Es un reconocido gestor cultural y un referente de la expresión artística en la Región de Antofagasta.   
Ha estrenado como actor alrededor de 100 obras, además de haber dirigido otras 30. Fue director de la Compañía de Teatro de la Universidad de Antofagasta durante 27 años (1978-2005), donde ha sido formador de tres generaciones de actores.   
Hizo clases en el Liceo Experimental Artístico en los años 1970 y 1980. Incluyó también otros establecimientos como el Colegio San Luis, The Antofagasta British School y la academia del Teatro Arlequín. Así como también talleres de teatro para adultos mayores, que propiciaba la Dirección de Extensión de la Universidad de Antofagasta.  
Por su aporte al desarrollo de las artes, fue reconocido con el Ancla del Oro 2018 en Antofagasta. 

## Biografía
Se recibe como docente de la Escuela Normal de Copiapó en 1958 y comienza a desempeñarse  como profesor rural en la Escuela N.º 51 de Huasco. De forma paralela a las clases, forma grupos de teatro: infantil, adolescente, adulto y de apoderados.
Después de 3 años, es trasladado a la Escuela N.º 34 (hoy es la Escuela República de Italia) en Antofagasta. Allí conoció a Mario y Teresa Vernal, con los que formó un grupo de teatro de profesores. Participa en roles secundarios, hasta que debutó con un reemplazo en la obra "La princesa Panchita", en 1962.
Guiado por el actor, director y dramaturgo Pedro de la Barra, se integra al grupo de actores fundadores de la compañía Teatro del Desierto. Debido a su amor y vocación por el teatro, se dedica por completo a actuar, recibiendo de Pedro de la Barra, la formación actoral y encauzando sus condiciones innatas.
En 1964-65 se profesionalizó la labor y pasó a ser el Teatro de la Universidad de Chile, sede Antofagasta. Después pasó a llamarse Compañía de Teatro de la Universidad de Antofagasta. Más tarde, en 1966 se crea la Escuela de Teatro, donde imparte la cátedra de Actuación, junto a Pedro de la Barra y Teresa Ramos.
Durante la dictadura, vivió como Director una época en la que tuvo que enfrentarse con cada rector de turno para que la Compañía no perdiera el lugar que le correspondía dentro de la vida cultural de la ciudad.
En 1985, fue becado por la Matica Iseljienika Kravaske, entidad de la entonces Yugoslavia, para estar dos meses en Zagreb y hacer un curso sobre conocimiento del Teatro Yugoslavo.
Integrante de numerosos elencos teatrales y realizador de proyectos relacionados con la comunicación escénica, en 1999 crea -junto a Teresa Ramos- el Festival Internacional de Teatro Zicosur (FITZA), que cada año de forma gratuita, reúne a representantes del Conosur, que dan a conocer sus más conocidas obras, exhibidas inéditamente en distintas comunas de la Región de Antofagasta.
Durante la segunda mitad de los años 1990, la Compañía se ligó al novelista Hernán Rivera Letelier, que escribe historias propias de la gente del norte. Así en 1997 llegó la adaptación de su novela La Reina Isabel cantaba rancheras, puesta en escena dirigida por Ángel Lattus y que tuvo una generosa acogida en el público local. Años más tarde, el propio Lattus dirige Fatamorgana de amor con banda de música, otra historia que revivía la vida en la pampa salitrera. En el año 2007, Lattus dirige la adaptación de Santa María de las flores negras, mientras que en 2013, Alberto Olguín se hace cargo de llevar a escena Los trenes se van al purgatorio.

## Filmografía
| Cine | Cine                | Cine              | Cine             |
| ---- | ------------------- | ----------------- | ---------------- |
| Año  | Película            | Personaje         | Director         |
| 1969 | Caliche sangriento  |                   | Helvio Soto      |
| 1998 | El entusiasmo       | Professor Ulmenes | Ricardo Larraín  |
| 2008 | El hijo de mi padre |                   | Mauricio Matus   |
| 2009 | Ilusiones ópticas   | Benítez           | Cristián Jiménez |
| 2011 | La jubilada         |                   | Jairo Boisier    |
| 2015 | La mujer de barro   |                   | Sergio Castro    |

## Premios y reconocimientos
- En 2007, la Asociación de Periodistas de Espectáculos, a través del Premio APES, reconoció su trayectoria, labor y aporte a la cultura nacional.[3]
- En 2007, en la celebración del Día Nacional del Teatro en Antofagasta, el Consejo Regional de la Cultura le entrega un reconocimiento a la luz de una trayectoria de trabajo y talento en las tablas antofagastina.[4]
- En 2018, fue galardonado con el tradicional y máximo reconocimiento que entrega cada año la Ilustre Municipalidad de Antofagasta: Ancla de Oro.[5]